# 亚历山大里亚世界编年史

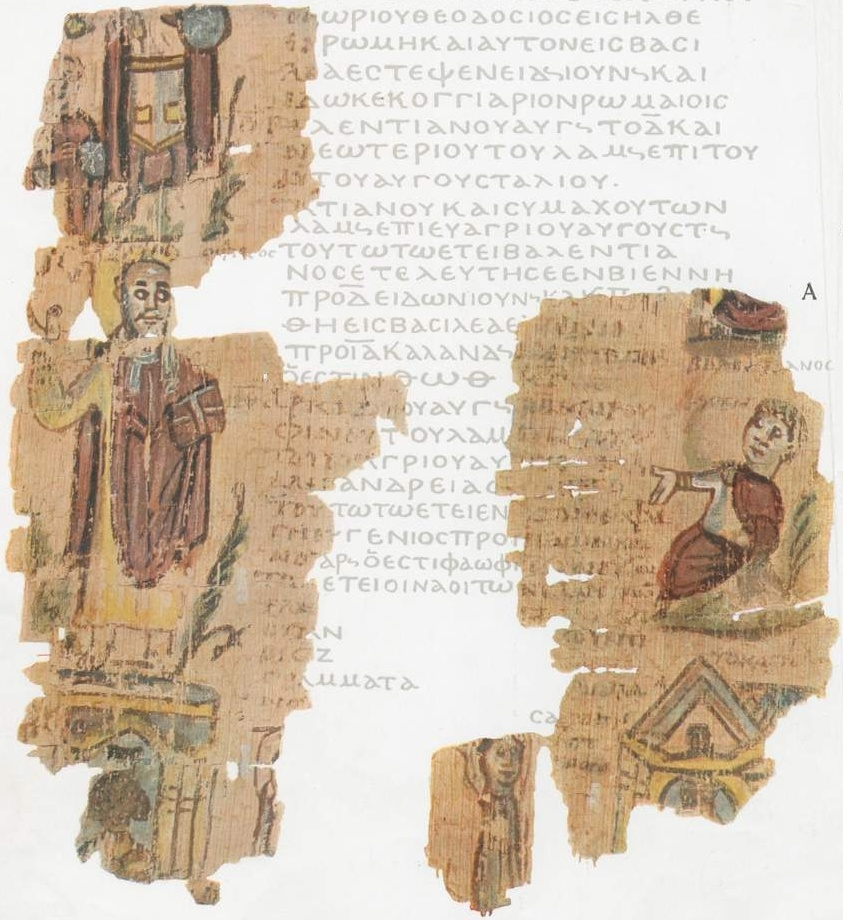
亚历山大世界编年史插图，上绘手持福音书的聖狄奧菲魯斯，于391年耀武扬威地站在萨拉匹斯神庙（Serapeum）之上。

亚历山大里亚世界编年史（Alexandrian World Chronicle）是一部佚名的插图编年史，用希腊语写成，编撰于埃及亞歷山卓。编纂时间约为公元5或6世纪。现仅存部分纸莎草残片，存于莫斯科普希金博物館（编号inv. signature 310）。又称格列尼雪夫纸草或格列尼雪夫编年史（Goleniščev Chronicle），得名于其最早已知的拥有者。
另有一小张残片现存维也纳的奥地利国家图书馆（编号K 11630）。